# Киселево
Киселѐво е село в Северозападна България. То се намира в община Брусарци, област Монтана. Разположено е върху хълмист терен от двете страни на Киселевска бара сред широката и гъста гора на Киселевско бранище. Край селото има язовир, който е открит през 1960 г.

## География
Киселево отстои на 9,5 км от общинския център Брусарци, 31 км от Лом, 54 км от Видин, 44 км от Белоградчик, 46 км от Монтана, 83 км от Враца и 153 км от София.

## История
Киселево е много старо село. В горите наоколо преди Освобождението са намирали убежище хайдути със своите дружини – хайдут Велко, Точо войвода, Сръндак войвода, Станко войвода, Пуйо войвода, Иван Кулин. През 1890 г. е имало 35 къщи с 250 жители.